# Прапор Шлезвіг-Гольштейну
Прапор землі Шлезвіг-Гольштейн являє собою горизонтальний триколор синього, білого і червоного кольорів. Шлезвіг-Гольштейн — одна з 16 земель Німеччини, що включає більшу частину історичного Гольштейнського герцогства і південну частину колишнього Шлезвізького герцогства.

## Огляд
Прапор був введений в 1843 році і заборонений в 1845 році. Він був знову введений у 1867 році після прусської анексії Шлезвіг-Гольштейну. Знову скасований у 1935 році. 
Після того, як у 1946 році британський військовий уряд зробив Шлезвіг-Гольштейн землею Німеччини, цей прапор вперше було піднято після дебатів 29 серпня 1946 року. Був офіційно встановлений як прапор 18 січня 1957 року. Простий триколор є цивільним прапором держави. Державні органи використовують урядовий прапор (Landesdienstflagge), де прапор обтяжений гербом землі.
Раніше триколор використовувався для прусської провінції Шлезвіг-Гольштейн (1868-1946).
Він майже ідентичний прапорам колишнього Королівства Югославії та Сербії та Чорногорії, а також прапору Нідерландів (хоча і перевернутий).

## Галерея

Шлезвізьке герцогство
Саксен-Лауенбурзьке герцогство
Гольштейнське герцогство
Вільне і ганзейське місто Любек
Британський Гельголанд (1807–1890)
Провінція Шлезвіг-Гольштейн (1868–1946)
Прапор данців Південного Шлезвігу
Прапор Північної Фризії має офіційний статус, як і герб Північної Фризії, Friisk Gesäts.

## Зовнішні посилання
- Schleswig-Holstein at Flags of the World